# Pitcairn XO-61
Pitcairn XO-61 là một loại autogyro của Hoa Kỳ do Pitcairn Aircraft thiết kế.